# Tyloperla khang
Tyloperla khang és una espècie d'insecte plecòpter pertanyent a la família dels pèrlids.

## Etimologia
El seu nom científic honora l'ètnia Khang del nord-oest del Vietnam.

## Descripció
- Els adults presenten una taca fosca al cap, les membranes de les ales de color marró clar amb la nervadura més fosca i les potes amb franges.
- Les ales anteriors del mascle fan entre 12 i 13 mm de llargària i les de la femella 15.
- La femella té la vagina més llarga que ampla.[1]

## Distribució geogràfica
Es troba a Àsia: el Vietnam.